# 谷口博之
谷口博之（1985年6月27日—），日本足球運動員，並參加2008年夏季奥林匹克运动会。

## 俱乐部生涯
2004年，谷口博之在川崎前鋒开始足球生涯，2011年转会至橫濱水手，2013年转会至柏雷素爾，2014年转会至鳥栖砂岩。

## 日本國家足球隊
谷口博之参加了2008年夏季奥林匹克运动会。